# 閃邁人
閃邁人（英語：Semai）是馬來西亞中部塞諾人（Senoi）中最大的群體。他們分佈廣泛，從山區的熱帶雨林到彭亨北部（Pahang）郊區和霹靂州(Perak States)南部。大多數的閃邁人靠打獵、漁獵、採集和利用雨林資源，例如水果或樹藤進行交易，或在鄰近的小鎮打工。住在較大沿海城市的閃邁人已習慣於馬來人的生活方式。閃邁人是半島原住民十七族中的一族。

## 民族分佈、人口
閃邁人是馬來西亞半島原住民中十七族中的一族。在西元兩千年，大約有四萬閃邁人居住於馬來西亞。閃邁人數增加快速，在西元一九八三年約略有一萬八千五百人，而隨著居住土地的流失，有些西部的閃邁人部落變得過度擁擠。男人在所有年齡層數量都比女人多，這和出生時的死亡率有關。

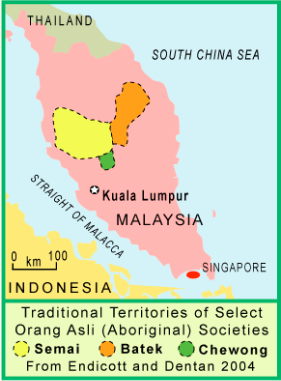
分布區域示意圖。

### 語言體系
閃邁語是東南亞語系中閃努語裡的一支。閃努語中還有許多其他分支，例如Lanòh, Sabüm, SemnamJelai, Perak I, Perak II, Cameron, Telom, Bidor, Betau, Lipis, Bil, Ulu Kamoar (Kampar), Gopeng, Tanjung Malim, Parit, Tapah (Jalan0 Pahang),其中有些是是可部分相容的。

## 地理環境
馬來西亞大部分的沿海地區都是平原，中部則是布滿茂密熱帶雨林的高原。馬來西亞靠近赤道，氣候潮濕炎熱。每年四月至十月間吹西南風，十月至二月間吹東北風。

## 歷史沿革
閃努人在西元前八千到六千年到馬來西亞半島，或許和當地的斯滿人（Semang）共同生活過。馬來人在後一千年也抵達了。一開始馬來人和當地原住民和平的共處和進行貿易，後來馬來帝國使閃邁族群變得獨立，之後並跟著馬來人皈依於伊斯蘭教。

## 社會、家庭與婚姻
核心家庭是最基本的單位。擴展家庭在閃邁社會中較少見，因為擴展家庭中的成員彼此連結也沒有那麼強，且彼此關係錯綜複雜，較難是別出誰與誰是同個擴展家庭。由數個核心家庭、擴展家庭會形成小型村莊，而當地的村莊有時會聯合起來合作形成更大的組織，達到防禦、打獵等的功能。
閃邁人行一夫一妻制，丈夫與妻子對彼此都很忠誠，且深愛、照顧著彼此，也都很關心小孩，很重視家庭。剛結婚的閃邁夫妻，在新婚過後通常會去住在女方家中幾週，接著搬到男方家中，來回循環幾次直到夫妻做出決定要留在哪一方。
在養育小孩方面，閃邁母親在小孩兩歲前會盡量提供無微不至的照顧，但在小孩滿兩歲後便會開始把重心轉移到生產工作上，減少照顧孩子的時間。因此，當孩子在二到四歲時會逐漸把對母親的依賴性部分轉移到村落中的其他人，也同時變得更獨立自主。當小孩哭鬧時，閃邁人會把小孩帶開現場到安靜的地方，來避免違反閃邁所重視的非暴力、沒有負面情緒的精神。

### 工作分配
雖然沒有正式的部門且有許多例外的存在，從統計上來看，工作分配大致取決於性別。男人負責打獵、設置陷阱、製作武器和砍樹。而女人則負責採集農產品和抓魚。至於農耕和蓋房子則是由男女人一起共同完成。

### 土地產權
一個家族對於他們開墾的土地擁有特別的權利。土地不能被交易，而英國政府和馬來法律也都認可保障閃邁人的土地財產權。

## 產業與生活
傳統上，閃邁人習慣三十到兩百人群居在一起，並幾乎不離開他們的家園。極少數的閃邁人在一生中曾旅行超過離家園二十公里遠的地方。他們的居住地通常會選擇在河邊的高灘地。一個村落通常被一核心家庭或擴展家庭所管理，此家庭會住在大房子中，並保留空間給村落會議或是儀式祭典。在人口密度較低的地區，像是東閃邁，一個村落會定居於一地大約三到八年，並在地力耗盡後遷居。西閃邁地區的因為人口成長和非閃努人的移入導致人口密度的上升，閃邁族只會在收成的前後居住在人口密集區，其餘時間則居住回簡單的房舍中。他們的房子大多由竹子、磚塊、和編織物構成，高一到三點五公尺。在有老虎和大象出沒的區域，房子可高達九公尺。就算閃邁人能負擔馬來式木頭地板，他們還是會選擇使用簡單可棄式的建材。多居住於竿欄式建築中，一樓不住人，而是養些牲畜如雞、豬，二樓才會住人。

閃邁人主要靠種植米和木薯維生，以打獵、漁獵、販售雨林產物如樹藤、樹脂和香蕉葉為輔。果樹對於閃邁人尤其重要，因為族群世代繼承的果樹可以維繫一族群人們的關係。從一九六零年代開始，有些閃邁人開始參與政府的計畫種植橡膠樹並居住於馬來人的村莊中。閃邁人的傳統農作方式是火耕和游耕，只使用鋤頭和大砍刀。主要會在夏天中期開始種植穀類植物，在春天則會有小規模的種植。他們會同時種植多種穀物，以保障不管發生什麼事都會有幾種穀物存活下來。閃邁人曾被大象、蟲子和老鼠、小鳥和鹿感染瘟疫。閃邁族群一年四季都在收成，除了小米的收成是一整個村落共同的工作，其餘的收成都由每個小家庭各自完成。閃邁人主要使用籃子捕魚，並用毒藥、網子、矛輔助。男人使用吹箭、有毒的飛鏢和矛打獵。大多數的肉類是靠設置的陷阱、矛取得的。當取得大型獵物如鹿、豬、蟒蛇時，整個村落會共同分享食物。閃邁人會飼養狗、雞、羊、鴨子等動物，養雞是為了食物來源，養羊和養鴨子則是為了賣給馬來人。

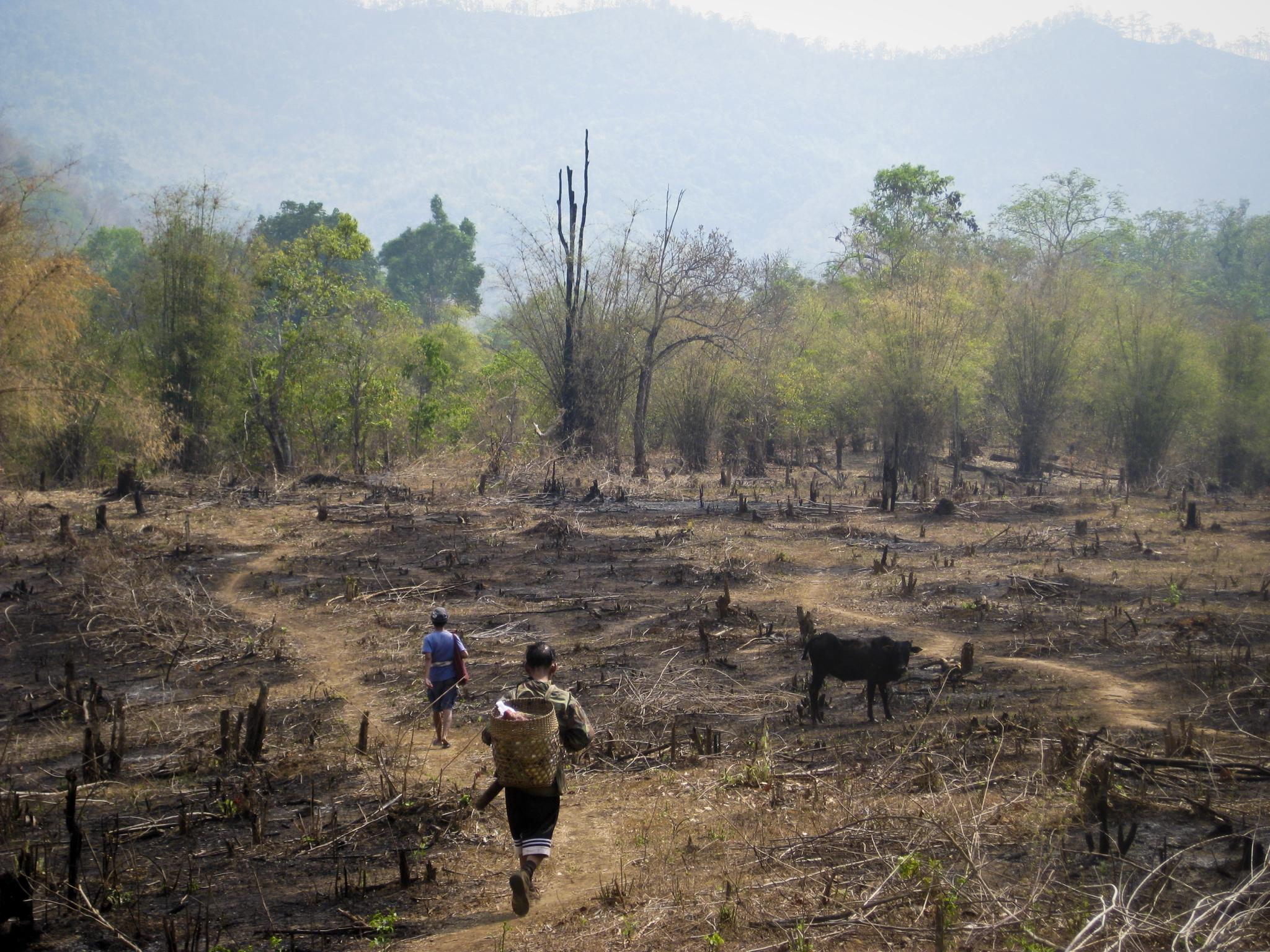
火耕示意圖。

閃邁人的文化中也強調共享經濟，當閃邁婦女從農地帶回豐收的農作物時，他們會立刻與村落的大家分享他的作物。同樣的，當男人從外打獵、採集、漁獵回來，也會立刻分享他的獵物給大家。在閃邁社會中，他們不會計算與他人共享豐收所帶來附加利益的多寡，他們在共享中聯繫彼此的感情、強化連結與彼此互助。

### 貿易
傳統的閃邁人會彼此共享基本需要的物資，而不會直接進行貿易。閃邁人會和馬來人和華人進行貿易，用樹藤、樹脂、木材、水果和蝴蝶換取金屬器具、鹽巴、衣服、菸草、糖或直接換取現金。

## 信仰與習俗
多數薩滿人信薩滿信仰。而最大的少數則是信基督教。而就算信了基督教，許多基督徒的薩滿人生活仍受到傳統文化影響，包含巫術等部分。薩滿的泛靈信仰中，最重要的祭典就是豐年祭，又稱作Genggulang，用來表達他們對於大自然賜予他們豐收的感謝。在祭典中，他們會獻祭雞、花跟未處理過的米。然而，隨著時間的遷徙，祭典文化的成份越來越低，而轉變得越來越像華人的新年或西方的聖誕節。

閃邁人非常強調他們「非暴力」也就是「和平」的民族特性，他們害怕產生情緒，尤其是負面情緒，因為他們相信產生負面情緒是件非常危險的事，會讓他們變得脆弱和無助。他們說他們不會做出任何暴力行為和感到憤怒，而事實說明他們也非常少有暴力行為和感到憤怒。當閃邁人被他人欺騙時他們也不會生氣，當別人要對他們做出攻擊時，他們會張開雙手讓對方知道他們沒有要攻擊的意思或是逃跑。
在過去，當閃邁村落出現問題或歧見，他們的處理方式是私底下講八卦跟羞辱他們認為造成問題的人。現在，他們採用更正式、有組織性的方式，他們會定期由村落領袖舉行叫作Bcaraa的會議。在會議中，一開始村落領袖會先做一個長的演講，關於村落和平、村落團結的重要性，接著他會帶領村人討論爭議事件，讓大家發表意見、溝通、協調，為期數小時直到大家產生一致的意見才結束，最後領袖會再做一個演講，告訴大家什麼樣的行為才是一個善良、和平的閃邁人所該有的行為作為會議的結束。

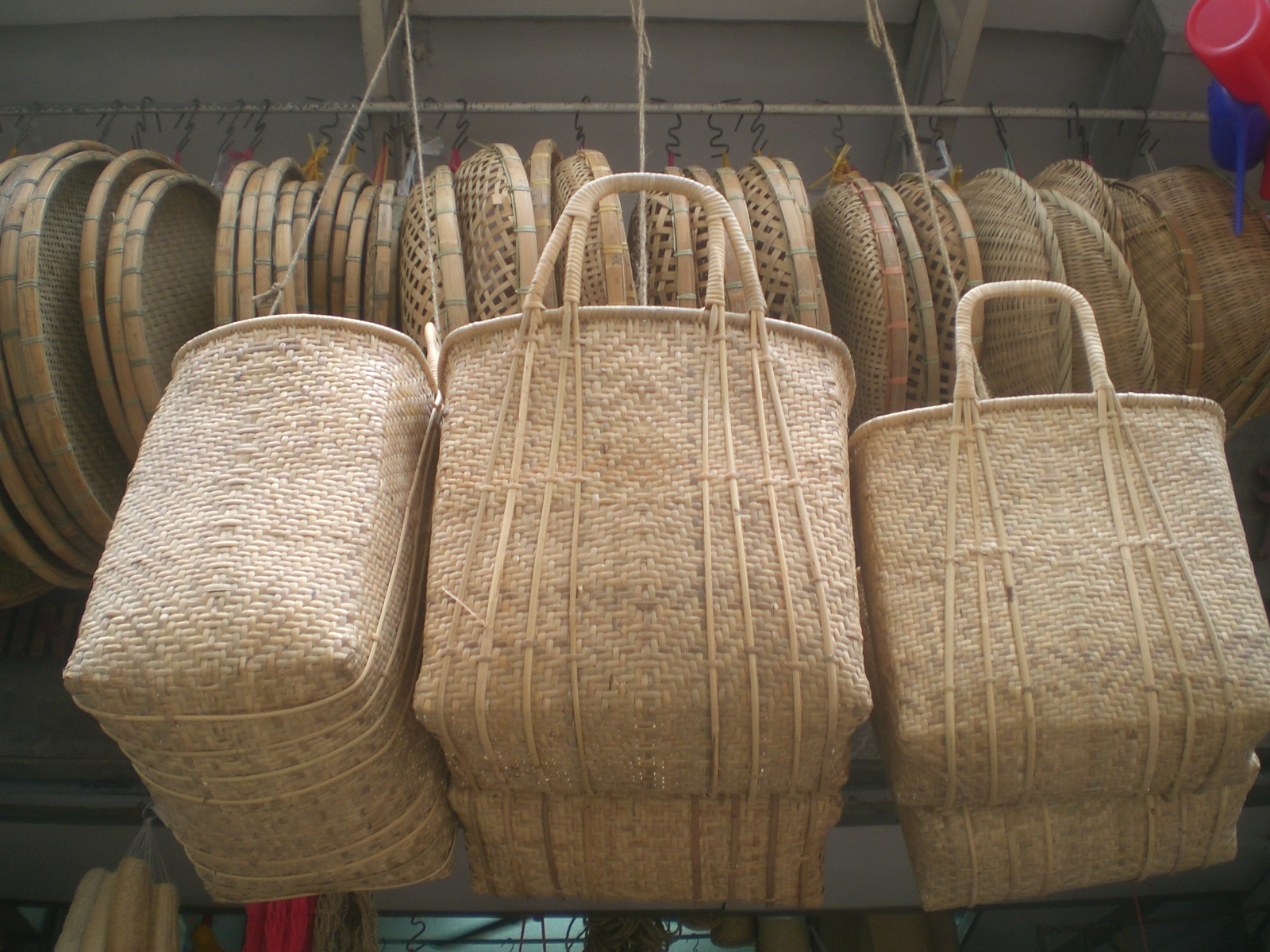
編織藝術。

## 藝術與文學
竹子和樹藤是閃邁人工藝品的主要原料。現在閃邁人只有在儀式時會穿著由四種樹取得的樹皮所做的衣服。原始的陶器製作技術和鍊金術因為想要脫離奴隸身份而跟著消失。水上的交通主要依賴竹筏，偶而也會乘坐獨木舟。

閃邁人還有一種稱為Sewang的舞蹈，是用來招喚保護閃邁人守護神來治癒族人的，有時也會在族人康復時跳。閃邁人是不看西醫的，當有人生病時，他們會尋求當地巫師，也就是Bomoh的幫助。而當閃邁婦女懷孕時，他們也不會去看醫生，而是開始練習這種舞蹈祈求平安。

## 現況
閃邁人中有少數人有接受教育，極少數人念到大學，有一部分的原因是因為村落多離學校非常遠，但閃邁人多鼓勵家中孩子把握機會到外地求學。不過，大部分人仍從事勞力密集的工作。有一個稱為Ulu Geroh的閃邁小村落成功的轉型成為觀光景點且經營旅遊事業，他們在保持與維持傳統和開發旅遊產業之間找到適當的平衡點。然而，多數的閃邁村莊仍依賴著熱帶雨林的天然資源，必須不斷的開墾熱帶雨林才能維生，但也只能維持最基本的生存，多數仍活在貧窮中。在只有閃邁人的時候，閃邁人仍多以手進食，但在有客人來訪時會使用湯匙叉子。
閃邁人現在面對一個很大的問題就是要追求現代化還是保留傳統文化。符合環保與尊重生態的綠色旅遊是他們現在所找到的解決方案。綠色旅遊體系的收費中有一大部分是拿來進行閃邁村落發展的基金，如保育、做環保，閃邁人試圖藉此回饋給他們生存的環境，達到生態平衡。